# Корковий клуб

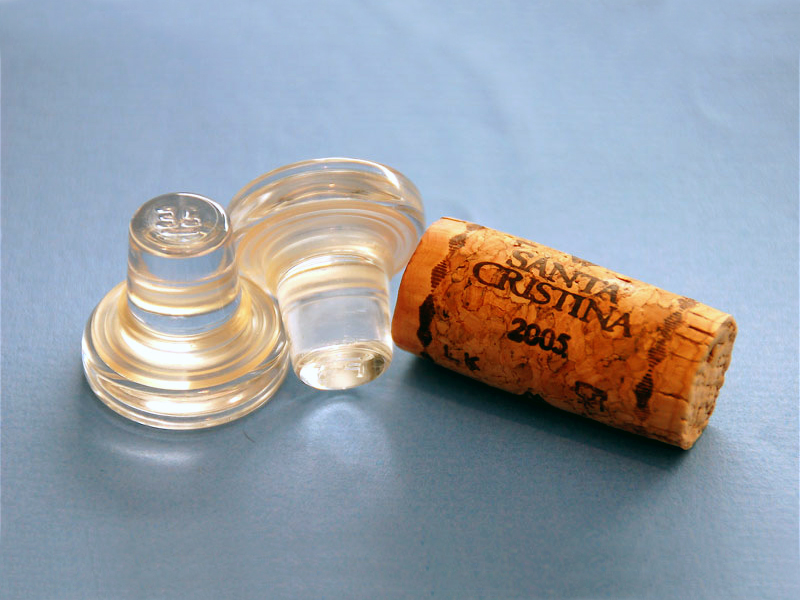
Три пробки

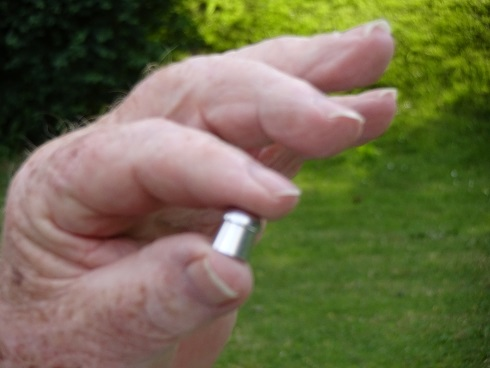
Член пробка-клубу представляє пробку.
Ця пробка виготовлена з металу.
Інші пробкові клуби використовують пробки з пробки або гуми.

Міста з пробкаим клубом
Ця карта показує Баварію, тому що майже всі пробкові клуби знаходяться в Баварії.

Корковий клуб (нім. Stopselclub) — це громадська організація.

Члени завжди повинні носити з собою корок.
Кожного разу, коли один член бачить іншого члена, він перевіряє, чи має інший член корок.
Якщо інший учасник не має пробки, він повинен віддати трохи грошей в пробканий клуб. Пробканий клуб використовує ці гроші для придбання пива на наступну зустріч. У Баварії більше 100 пробканих клубів.

## Історія
Штопсельклуби були поширені в Баварії щонайменше з середини 20-го століття, але в окремих випадках вони існували десятиліттями раніше. Штопсельклуби організовані як незалежні місцеві об'єднання, які є частиною клубного життя в багатьох баварських населених пунктах. Іноді стопсельклуби також підтримують благодійні проекти.

Стопсельклуб згадувався в журналі Kursbuch у 1975 р. Статут стопсельклубу Дітрамсцелль згадується в книзі-каталозі державної виставки "Баварія, Німеччина, Європа: історія на баварському ґрунті" Будинку баварської історії.